# Peace Of Mind
《Peace Of Mind》是日本音樂組合B'z的主唱稻葉浩志的第3張原創專輯。於2004年9月22日由VERMILLION RECORDS發行。

## 概要
於首次舉辦SOLO巡迴演唱會的2004年所製作的原創專輯。
是首張收錄了單曲作品的原創專輯，在本作中收錄了來自3rd單曲「Wonderland」的2首歌曲，但去年所發售的2nd單曲「KI」則是全曲未收錄。
初回限定盤附屬了收錄「正面衝突」演唱會影像的DVD。
吉他參與了自從前起便擁有親密交情的Stevie Salas。此外，作為同年SOLO巡演支援樂手的doa成員德永曉人與大田紳一郎亦參與了錄製。
專輯主要是由將原聲吉他為主體的樂曲，配置在最初、中盤、最後所構成，這3首歌曲的演奏時間亦比其他收錄曲要短。
當初預定於9月15日發行，但之後更改為首次SOLO巡演「Koshi Inaba LIVE 2004 〜en〜」結束後的9月22日發行。順帶一提，9月22日是B'z出道日的翌日，並且亦是稻葉自身40歲生日的前日。

## 收錄曲
CD
1. （歡迎回來）(2:46)
是一首無前奏，由副歌揭開序幕，以原聲吉他為其特徵的樂曲，亦導入了來自德永曉人與大田紳一郎的和聲。在本作收錄曲中最短的樂曲。
被率先演奏於2004年的SOLO巡演「Koshi Inaba LIVE 2004 〜en〜」上。
2. (4:05)
3rd單曲。
歌詞是由於受到了繭居族紀錄片節目的啟發所撰寫。根據稻葉表示「闡述的是要說服別人，卻反被說服了的內容[原文 1]」。
3. (4:48)
以競爭社會（日语：競争社会）為題材。歌詞中的「木頭人」（木偶の坊）來自宮澤賢治的《無懼風雨（日语：雨ニモ負ケズ）》。
根據稻葉表示，在DEMO中音色僅只是些許Heavy，但在Salas的強力伴奏下使曲子產生了變化。
雖然被作為同年SOLO巡演後半的送客曲播放，但首次演奏是在2014年的演唱會「Koshi Inaba LIVE 2014 〜en-ball〜」上。
4. (4:29)
前奏的藍調口琴是由稻葉親自演奏。本曲製作於和Stevie Salas（英语：Stevie Salas）的即興演奏（作曲版權亦是記載為共同名義）。根據稻葉表示「是一首相當下流的樂曲[原文 2]」，據說「完成時的錄音幾乎是一次到位，僅"正面衝突"的部分是最初就添上的[原文 3]」。
在參加2004年的THE ROCK ODYSSEY（日语：POCARI SWEAT BLUE WAVE THE ROCK ODYSSEY 2004）時，被作為未發表曲演奏於曲目1，在本作初回盤附屬DVD中收錄了該影像。
在收錄於Salas第3張專輯『BE WHAT IT IS』曲目3的「Head On Collision」中稻葉參與了主唱，該曲即為本曲的英語版本，由Salas與稻葉重新撰寫了全新英語歌詞，並重新錄製。當時，為了配合Salas，稻葉是以降低了自身的音調歌唱。
5. (4:43)
在同年的SOLO巡演上首次披露的樂曲，亦製作了PV。
手風琴在編曲家寺地秀行（日语：寺地秀行）的主意下採用了電腦編曲（日语：打ち込み）。
6. （將所有的幸福寄放吧）(4:40)
以詞先（日语：詞先）製作的樂曲，根據稻葉表示「若只看標題可能會有人覺得是討厭的類型[原文 4]」。
前奏與尾聲的吉他獨奏來自Salas，間奏的吉他獨奏來自大賀好修。
被作為同年SOLO巡演前半的送客曲播放。
7. (5:42)
標題為日本古語一詞的羅馬字，指勾玉彼此之間互相接觸時發出的輕微聲響，其涵義為「片刻、短暫的一瞬之間、瞬間」或者「微弱、隱約」。
是在本作中最長的樂曲，根據稻葉表示「是一首很難統整的歌曲[原文 5]」。
在2010年的SOLO巡演「Koshi Inaba LIVE 2010 〜enII〜」上被晉升為曲目1。這是在製作當時起便想著絕對要作為曲目1來演奏。
8. （彈跳世界）(4:17)
與「正面衝突」同様，製作於和Salas的即興演奏。
在2010年SOLO巡演的安可曲中首次披露。
9. （通往幸福的長坡道）(2:48)
是一首和「おかえり」同為以原聲吉他為中心，並且德永與大田參與了2分鐘左右和聲的樂曲。使用了電鋼琴。
10. （橫刀奪愛）(4:11)
日本箏的音色採用了取樣。
11. (3:54)
標題中的「SAIHATE」為日語「て」的羅馬字，意為「最終、盡頭」。
前奏的叫聲來自擔任鼓手的Kenny。
在「Koshi Inaba LIVE 2016 〜enIII〜」上成為了本曲的首次演奏。
12. (4:33)
3rd單曲「Wonderland」的coupling。
雖然未標示但此為專輯版本，藍調口琴的Take成為了不同版本。
13. （透明人）(4:49)
詞先在2003年撰寫好的樂曲。
在2010年的SOLO巡演上首次披露。
14. （那個生命這個生命）(3:36)
最後製作的樂曲，懷抱著「只有這首是非寫不可[原文 6]」的心意撰寫出歌詞，並在其後添加上曲子。
幾乎是僅以1把原聲吉他來演奏。
在2004年SOLO巡演上的送客曲中，僅播放於初日的長野公演。

DVD （僅初回限定盤附屬）
-  THE ROCK ODYSSEY（日语：POCARI SWEAT BLUE WAVE THE ROCK ODYSSEY 2004） at 橫濱國際綜合競技場 （2004年7月24日）

## 商業搭配
- TBS系『戀愛觀察室!（日语：恋するハニカミ!）』主題曲（2004年7月 - 10月）(#2)

## 製作人員
- 稻葉浩志：主唱、全曲作詞・作曲・編曲、吉他（#1.5.10.14）、原聲吉他（#7.12）、藍調口琴（#4.12）
- 大賀好修：滑音管吉他（#2）、原聲吉他（#2.6）、電吉他（#6）、編曲（#2.3.6)
- Stevie Salas（英语：Stevie Salas）：電吉他（#2.6.12.13）、吉他（#3.4.8.11）、作曲・編曲（#4.8）
- 寺島良一：吉他・編曲（#9）
- 德永曉人：貝斯（#1.2.7.11.13）、原聲吉他（#13）、和聲（#1.9）、編曲（#11.13）
- 寺地秀行（日语：寺地秀行）：編曲（#1.5.7.10.12.14）
- Greg Upchurch（英语：Puddle Of Mudd）：爵士鼓（#2.7.13）
- Kenny Aronoff：爵士鼓（#3.5.6.11.12）
- Jeff Thomas：爵士鼓（#4.8）
- T-Bone Wolk：貝斯（#3.6.7.12）
- Jara Harris：貝斯（#4.8）、鍵盤（#8）
- 青木智仁（日语：青木智仁）：貝斯（#5）
- 麻井寛史（日语：The★tambourines）：貝斯（#10）
- 大田紳一郎：和聲（#1.9）
- 小島良喜（日语：小島良喜）：鋼琴（#5.7）、風琴（#6）、電鋼琴（#9）
- 岸本一遥：古提琴（#12）
- 野崎智子：MIX（#1.2.9）
- 小林廣行：MIX（#3.7.11.12）
- 福田聡：MIX（#4.6.8.10.13.14）
- 中島顕夫：MIX（#5）

## 腳註

### 出典
1. ↑  . ORICON NEWS. Oricon. 2004  [2020-07-12]. （原始内容存档于2019-07-13）.